# Lekkoatletyka na Letnich Igrzyskach Olimpijskich 2016 – bieg na 400 m przez płotki kobiet
Bieg na 400 m przez płotki kobiet był jedną z konkurencji lekkoatletycznych rozgrywanych podczas igrzysk olimpijskich w Rio de Janeiro.
Wystartowało 48 zawodniczek z 33 krajów.

## Terminarz
Godziny rozpoczęcia podane są w czasie brazylijskim.
| Data                           | Godzina |           |
| ------------------------------ | ------- | --------- |
| Poniedziałek, 15 sierpnia 2016 | 21:30   | Runda 1   |
| Wtorek, 16 sierpnia 2016       | 21:10   | Półfinały |
| Czwartek, 18 sierpnia 2016     | 22:15   | Finał     |

## Rekordy
|                   | Zawodnik           | Wynik   | Miejsce | Data             |
| ----------------- | ------------------ | ------- | ------- | ---------------- |
| Rekord świata     | Julija Pieczonkina | 52,34 s | Tuła    | 8 sierpnia 2003  |
| Rekord olimpijski | Melaine Walker     | 52,64   | Pekin   | 20 sierpnia 2008 |

### Runda 1
Rozegrano 6 biegów eliminacyjnych. Do półfinału awansowały 3 pierwsze zawodniczki z każdego biegu oraz 6 z najlepszymi czasami.

#### Bieg 1
| Poz. | Zawodniczka           | Reprezentacja     | Czas  | Uwagi |
| ---- | --------------------- | ----------------- | ----- | ----- |
| 1.   | Ristananna Tracey     | Jamajka           | 54,88 | Q     |
| 2.   | Zuzana Hejnová        | Czechy            | 55,54 | Q     |
| 3.   | Ayomide Folorunso     | Włochy            | 55,78 | Q     |
| 4.   | Stina Troest          | Dania             | 56,06 | q     |
| 5.   | Sydney McLaughlin     | Stany Zjednoczone | 56,32 | q     |
| 6.   | Petra Fontanive       | Szwajcaria        | 56,80 |       |
| 7.   | Zurian Hechavarría    | Kuba              | 57,28 |       |
| 8.   | Maureen Jelagat Maiyo | Kenia             | 57,97 |       |

#### Bieg 2
| Poz. | Zawodniczka          | Reprezentacja     | Czas    | Uwagi |
| ---- | -------------------- | ----------------- | ------- | ----- |
| 1.   | Joanna Linkiewicz    | Polska            | 56,07   | Q     |
| 2.   | Janieve Russel       | Jamajka           | 56,13   | Q     |
| 3.   | Grace Claxton        | Portoryko         | 56,40   | Q     |
| 4.   | Tia-Adana Belle      | Barbados          | 56,68   |       |
| 5.   | Sparkle McKnight     | Trynidad i Tobago | 56,80   |       |
| 6.   | Jackie Baumann       | Niemcy            | 59,04   |       |
| 7.   | Drita Islami         | Macedonia         | 1:01,18 |       |
| 8.   | Chanice Chase-Taylor | Kanada            | 1:02,83 |       |

#### Bieg 3
| Poz. | Zawodniczka       | Reprezentacja     | Czas    | Uwagi |
| ---- | ----------------- | ----------------- | ------- | ----- |
| 1.   | Ashley Spencer    | Stany Zjednoczone | 55,12   | Q     |
| 2.   | Leah Nugent       | Jamajka           | 55,66   | Q     |
| 3.   | Wiktorija Tkaczuk | Ukraina           | 56,14   | Q     |
| 4.   | Denisa Rosolová   | Czechy            | 56,36   | q     |
| 5.   | Lea Sprunger      | Szwajcaria        | 56,58   |       |
| 6.   | Amalie Iuel       | Norwegia          | 56,75   |       |
| 7.   | Hayat Lambarki    | Maroko            | 1:00,83 |       |
| 8.   | Lilit Harutyunyan | Armenia           | 1:03,13 |       |

#### Bieg 4
| Poz. | Zawodniczka        | Reprezentacja     | Czas  | Uwagi |
| ---- | ------------------ | ----------------- | ----- | ----- |
| 1.   | Sara Petersen      | Dania             | 55,20 | Q     |
| 2.   | Wenda Nel          | RPA               | 55,55 | Q     |
| 3.   | Emilia Ankiewicz   | Polska            | 55,89 | Q     |
| 4.   | Yadisleidy Pedroso | Włochy            | 55,91 | q     |
| 5.   | Janeil Bellille    | Trynidad i Tobago | 56,25 | q     |
| 6.   | Kaciaryna Arciuch  | Białoruś          | 56,55 |       |
| 7.   | Axelle Dauwens     | Belgia            | 57,68 |       |
| 8.   | Ghofrane Mohammad  | Syria             | 58,85 |       |

#### Bieg 5
| Poz. | Zawodniczka      | Reprezentacja     | Czas    | Uwagi |
| ---- | ---------------- | ----------------- | ------- | ----- |
| 1.   | Dalilah Muhammad | Stany Zjednoczone | 55,33   | Q     |
| 2.   | Noelle Montcalm  | Kanada            | 56,07   | Q     |
| 3.   | Anna Titimeć     | Ukraina           | 56,24   | Q     |
| 4.   | Lauren Wells     | Australia         | 56,26   | q     |
| 5.   | Phara Anacharsis | Francja           | 56,64   |       |
| 6.   | Vera Barbosa     | Portugalia        | 57,28   |       |
| 7.   | Thị Huyền Nguyễn | Wietnam           | 57,87   |       |
| 8.   | Nataĺya Asanova  | Uzbekistan        | 1:02,37 |       |

#### Bieg 6
| Poz. | Zawodniczka         | Reprezentacja   | Czas  | Uwagi |
| ---- | ------------------- | --------------- | ----- | ----- |
| 1.   | Eilidh Doyle        | Wielka Brytania | 55,46 | Q     |
| 2.   | Sage Watson         | Kanada          | 55,93 | Q     |
| 3.   | Olena Kolesničenko  | Ukraina         | 56,61 | Q     |
| 4.   | Amaka Ogoegbunam    | Nigeria         | 56,96 |       |
| 5.   | Satomi Kubokura     | Japonia         | 57,34 |       |
| 6.   | Marzia Caravelli    | Włochy          | 57,77 |       |
| 7.   | Sharolyn Scott      | Kostaryka       | 58,27 |       |
| 8.   | Aleksandra Romanowa | Kazachstan      | 59,36 |       |

### Półfinały
Do finału awansowały dwie pierwsze zawodniczki z każdego biegu oraz dwie z najlepszymi czasami.

#### Bieg 1
| Poz. | Zawodniczka        | Reprezentacja     | Czas  | Uwagi |
| ---- | ------------------ | ----------------- | ----- | ----- |
| 1.   | Zuzana Hejnová     | Czechy            | 54,55 | Q     |
| 2.   | Ristananna Tracey  | Jamajka           | 54,80 | Q     |
| 3.   | Joanna Linkiewicz  | Polska            | 55,35 |       |
| 4.   | Stina Troest       | Dania             | 56,00 | SB    |
| 5.   | Sydney McLaughlin  | Stany Zjednoczone | 56,22 |       |
| 6.   | Noelle Montcalm    | Kanada            | 56,28 |       |
| 7.   | Ayomide Folorunso  | Włochy            | 56,37 |       |
| 8.   | Olena Kolesničenko | Ukraina           | 56,77 |       |

#### Bieg 2
| Poz. | Zawodniczka        | Reprezentacja     | Czas  | Uwagi |
| ---- | ------------------ | ----------------- | ----- | ----- |
| 1.   | Ashley Spencer     | Stany Zjednoczone | 54,87 | Q     |
| 2.   | Janieve Russel     | Jamajka           | 54,92 | Q     |
| 3.   | Eilidh Doyle       | Wielka Brytania   | 54,99 | q     |
| 4.   | Anna Titimeć       | Ukraina           | 55,27 |       |
| 5.   | Yadisleidy Pedroso | Włochy            | 55,78 | SB    |
| 6.   | Wenda Nel          | RPA               | 55,83 |       |
| 7.   | Emilia Ankiewicz   | Polska            | 56,99 |       |
| 8.   | Denisa Rosolová    | Czechy            | 57,39 |       |

#### Bieg 3
| Poz. | Zawodniczka       | Reprezentacja     | Czas  | Uwagi |
| ---- | ----------------- | ----------------- | ----- | ----- |
| 1.   | Dalilah Muhammad  | Stany Zjednoczone | 53,89 | Q     |
| 2.   | Sara Petersen     | Dania             | 54,55 | Q     |
| 3.   | Leah Nugent       | Jamajka           | 54,98 | q     |
| 4.   | Sage Watson       | Kanada            | 55,44 |       |
| 5.   | Grace Claxton     | Portoryko         | 55,85 | PB    |
| 6.   | Janeil Bellille   | Trinidad i Tobago | 56,06 | SB    |
| 7.   | Lauren Wells      | Australia         | 56,83 |       |
| 8.   | Wiktorija Tkaczuk | Ukraina           | 56,87 |       |

### Finał
| Poz. | Zawodniczka       | Reprezentacja     | Czas  | Uwagi |
| ---- | ----------------- | ----------------- | ----- | ----- |
| 1.   | Dalilah Muhammad  | Stany Zjednoczone | 53,13 |       |
| 2.   | Sara Petersen     | Dania             | 53,55 | NR    |
| 3.   | Ashley Spencer    | Stany Zjednoczone | 53,72 | PB    |
| 4.   | Zuzana Hejnová    | Czechy            | 53,92 | SB    |
| 5.   | Ristananna Tracey | Jamajka           | 54,15 | PB    |
| 6.   | Leah Nugent       | Jamajka           | 54,45 | PB    |
| 7.   | Janieve Russel    | Jamajka           | 54,56 |       |
| 8.   | Eilidh Doyle      | Wielka Brytania   | 54,61 |       |